# Xysticus mundulus
Xysticus mundulus is een spinnensoort uit de familie van de krabspinnen (Thomisidae).
De wetenschappelijke naam van de soort werd in 1885 gepubliceerd door Octavius Pickard-Cambridge.